# Euthalia disconthea
Euthalia disconthea är en fjärilsart som beskrevs av Jean Baptiste Godart 1823. Euthalia disconthea ingår i släktet Euthalia och familjen praktfjärilar. Inga underarter finns listade i Catalogue of Life.